# جدليا ابن أخيقام

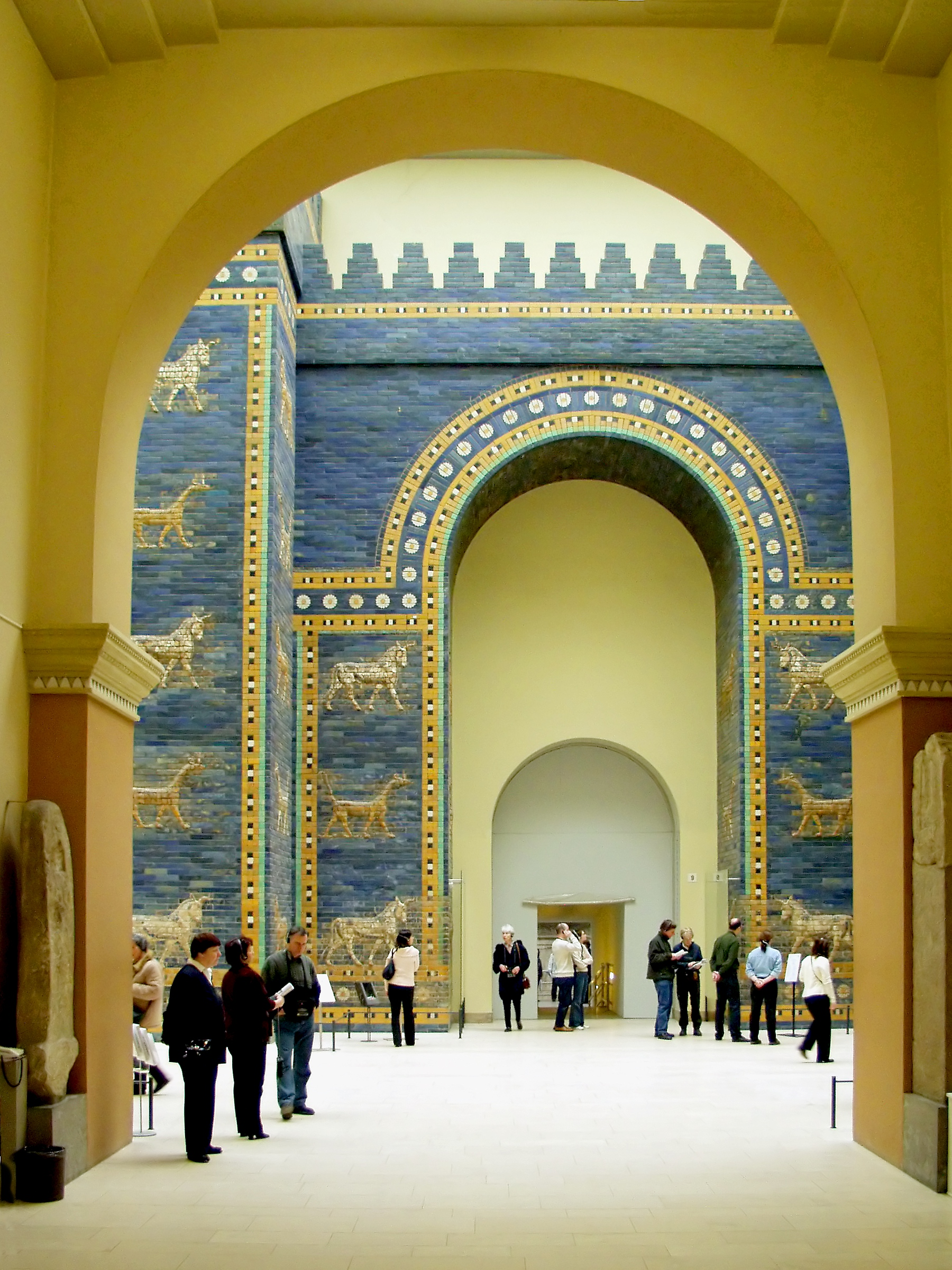

جدليا ابن أخيقام رجل من مملكة يهوذا عينه نبوخذ نصر الثاني وكيلًا وحاكمًا على فلسطين (يهوذا) بعد غزو القدس وقد أقام في المصفاة (ربما قرية تل الصافي) ومن هناك اغتاله غدرًا إسماعيل بن نثنيا من النسل الملكي بمساعدة بعض رجاله.